# K.k. Landesschützen-Regiment „Bozen“ Nr. II

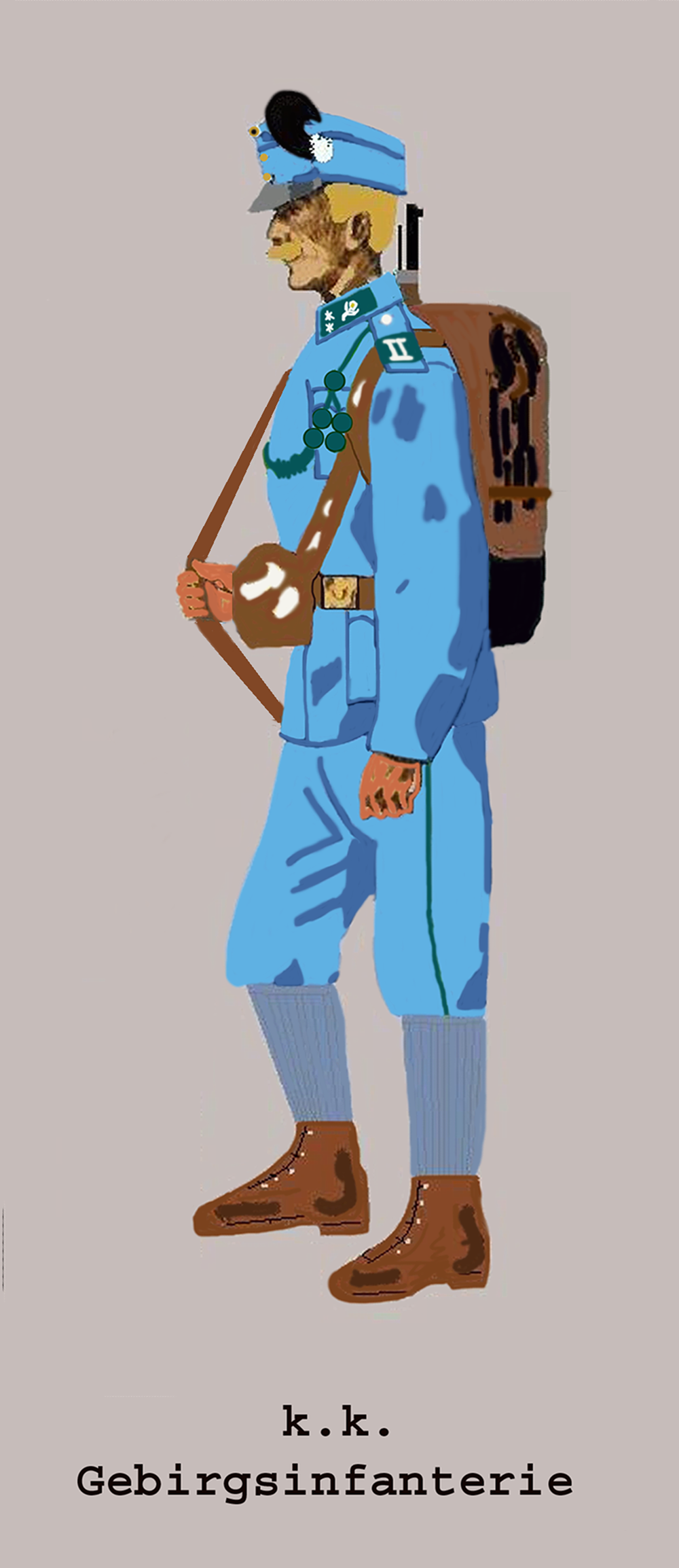
Landesschütze in Paradeadjustierung nach 1908

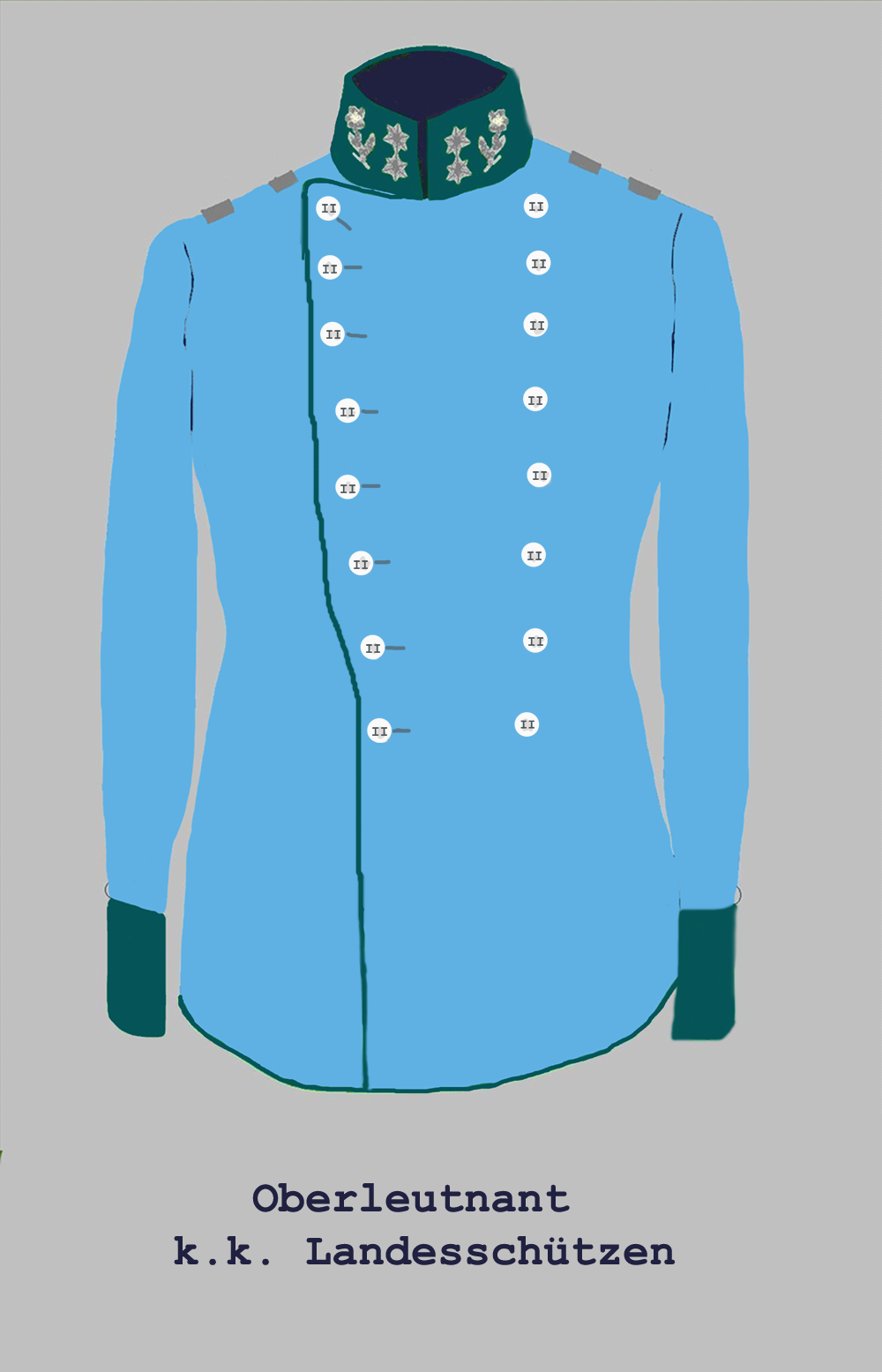
Waffenrock zum Dienst eines Oberleutnants im Landesschützen-Regiment Nr. II

Das k.k. Landesschützen-Regiment „Bozen“ Nr. II war ein Infanterie-Verband der k.k. Landwehr und gehörte zur k.k. Gebirgstruppe.

## Namensgebung
Die ursprüngliche Bezeichnung lautete k.k. Landesschützen-Regiment Nr. II und wurde im Jahre 1897 durch die Hinzufügung der Garnison des Regimentsstabes ergänzt. Es hieß von da an k.k. Landesschützen-Regiment „Bozen“ Nr. II. Letztmals wurde das Regiment durch ein Dekret von Kaiser Karl I. am 16. Jänner 1917 in k.k. Kaiserschützen-Regiment „Bozen“ Nr. II umbenannt. Eine offizielle Begründung hierfür gab es nicht.

## Aufstellung
Am 1. Mai 1893 wurden die bestehenden zehn Landesschützenbataillone zu Regimentern zusammengefasst. Das Regiment Nr. II (nur bei den Landesschützen erfolgte die Nummerierung in römischen Ziffern) entstand aus dem Zusammenschluss der ehemaligen Landesschützenbataillone:
- Nr. IV (Oberetschtal)
- Nr. V (Etsch- und Fleimstal)
- Nr. VI (Pustertal)

Ab dem 1. Mai 1906 gehörte es zur mit diesem Datum neuaufgestellten Gebirgstruppe.
Im Oktober 1901 wurde das Regiment durch das Personal des (zeitweise) aufgelösten k.k. Landesschützenregiment „Innichen“ Nr. III aufgestockt.

## Zusammensetzung und Verbandszugehörigkeit 1914
- 88. Landesschützenbrigade – 44. Landwehr Infanterie Truppendivision – XIV. Armeekorps
- Ethnische Zusammensetzung: 55 % Deutschsprachig – 41 % Italienischsprachig – 4 % Andere
- Regimentssprache: Deutsch

Die ethnische Zusammensetzung konnte bei den überaus starken Verlusten aus den Tiroler Ländern und aus Vorarlberg allein nicht mehr gedeckt werden, sodass im Laufe des Krieges immer mehr Nachersatz aus anderen Landesteilen in das Regiment eingestellt werden musste. Ob der Tiroler/Vorarlberger (nicht bezogen auf die Deutschsprachigkeit) Anteil im Jahre 1918 noch die 50 % Marke erreichte, ist zweifelhaft.

## Dislozierung
- 1899

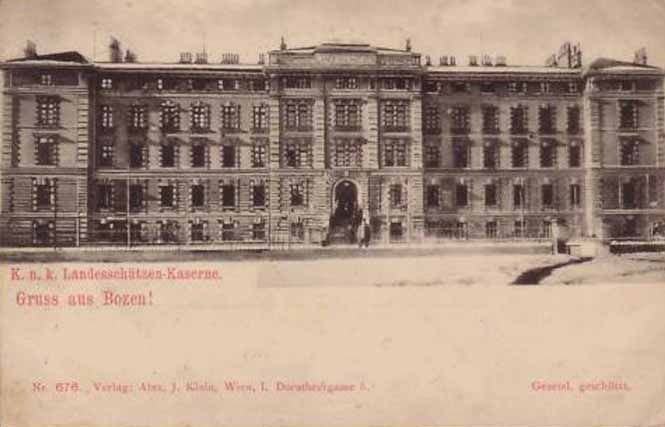
Kaserne des 1. Bataillons in Bozen (heutiges Polizeipräsidium (Quästur))

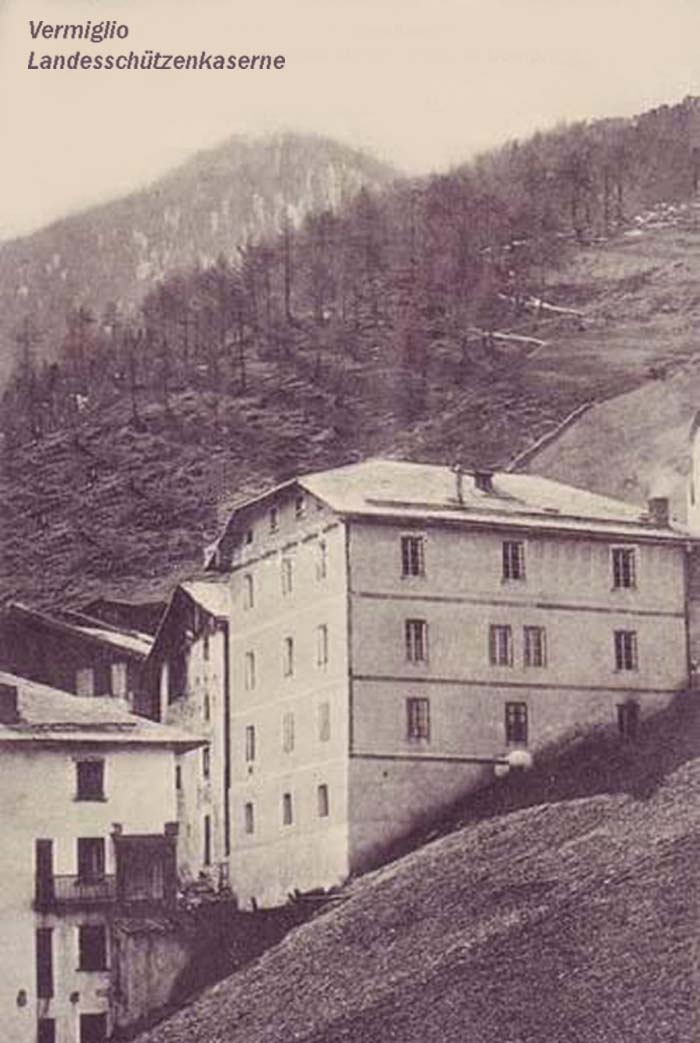
Sommerkaserne der 3. + 4. Kp LSR II in Vermiglio

- Garnison: Stab, I. Baon Bozen / II. Baon Meran / III. Baon Bruneck
- 1914
- Garnison: Stab, II. Baon Bozen / I. Baon Meran / III. Baon Riva del Garda

- Ausbildungsstationen

Zur spezifischen Gebirgsausbildung verlegte man die Landesschützen kompanieweise in Sommerstationen. Dort gab es kleinere Kasernen oder es wurden geeignete Bauten (größere Gasthöfe) angemietet.
| Kommandoquartier  | Wintergarnison | Sommerstation                                  |
| ----------------- | -------------- | ---------------------------------------------- |
| Regiments-Kdo.    | Bozen          | Bozen                                          |
| I. Baon-Kdo.      | Bozen          | Fucine – 46° 18′ 38″ N, 10° 43′ 57″ O          |
| 3. Komp.          | Bozen          | Vermiglio                                      |
| 4. Komp.          | Bozen          | Vermiglio – 46° 17′ 52″ N, 10° 41′ 34″ O       |
| 5. Komp.          | Bozen          | Acidule di Pejo – 46° 21′ 48″ N, 10° 40′ 24″ O |
| Geb. MG Abt II/2  | Bozen          | Fucine                                         |
| II. Baon-Kdo.     | Meran          | Prad                                           |
| 1. Komp.          | Meran          | Trafoi                                         |
| 2. Komp.          | Meran          | Sulden                                         |
| Geb. MG Abt II/1  | Meran          | Prad                                           |
| III. Baon-Kdo.    | Riva           | Condino – 45° 53′ 23″ N, 10° 36′ 1″ O          |
| 6. Komp.          | Riva           | Pinzolo – 46° 9′ 36″ N, 10° 45′ 55″ O          |
| 7. Komp.          | Riva           | Daone – 45° 56′ 49″ N, 10° 37′ 12″ O           |
| 8. Komp.          | Riva           | Storo – 45° 51′ 2″ N, 10° 34′ 35″ O            |
| 9. Komp.          | Riva           | Bezecca – 45° 53′ 47″ N, 10° 43′ 4″ O          |
| Geb. MG Abt III/3 | Riva           | Condino                                        |

- Im Kriegsfall

Als Kampfabschnitt wurde ihm der Bereich vom Stilfser Joch bis zum Gardasee zugewiesen. Gleichzeitig hatte es, wie die anderen auch, Detachements zur Besatzung der Festungswerke abzustellen. (Nach geltendem Recht durften die Landesschützen nur zum Schutz der Heimat, resp. zur Verteidigung der Grenzen von Tirol und Vorarlberg eingesetzt werden. Um diese Regelung auszuhebeln, wurde der Kampf gegen Russland kurzerhand als für zum Schutz der Heimat notwendig erklärt.)
Einteilung von Westen nach Osten
- I. Bataillon mit den Kompanien in Taufers, Trafoi, Sulden
- Zugewiesener Verteidigungsabschnitt: Monpitschen nördlich von Taufers, Urtirola, Taufers/Münster, Ciavaltasch, Furkelspitz, StilfserJoch, Madatschspitze, Kristallspitze, Thurwieser, Königsspitze, Zufallspitzen, Monte Cevedale.

- II. Bataillon mit den Kompanien in Pejo, Pizzano und Fucine (alle im Val di Sole)
- Zugewiesener Verteidigungsabschnitt: Cevedale, Monte Vioz, Punta di San Matteo, Corno di tre Signori, Punta di Albiolo, Tonalepass, Cima di Presena.

- III. Bataillon mit Kompanien in Spiazzo, Daone, Sioro, Bezzecca.
- Zugewiesener Verteidigungsabschnitt: Cima di Presena, Lòbbia, Dosson di Genova, Monte Rossola, Cima di Seroten, Cima delle Cornelle, Cima di Carsine, Cima del Palù, Gardasee.

Regimentskommandanten

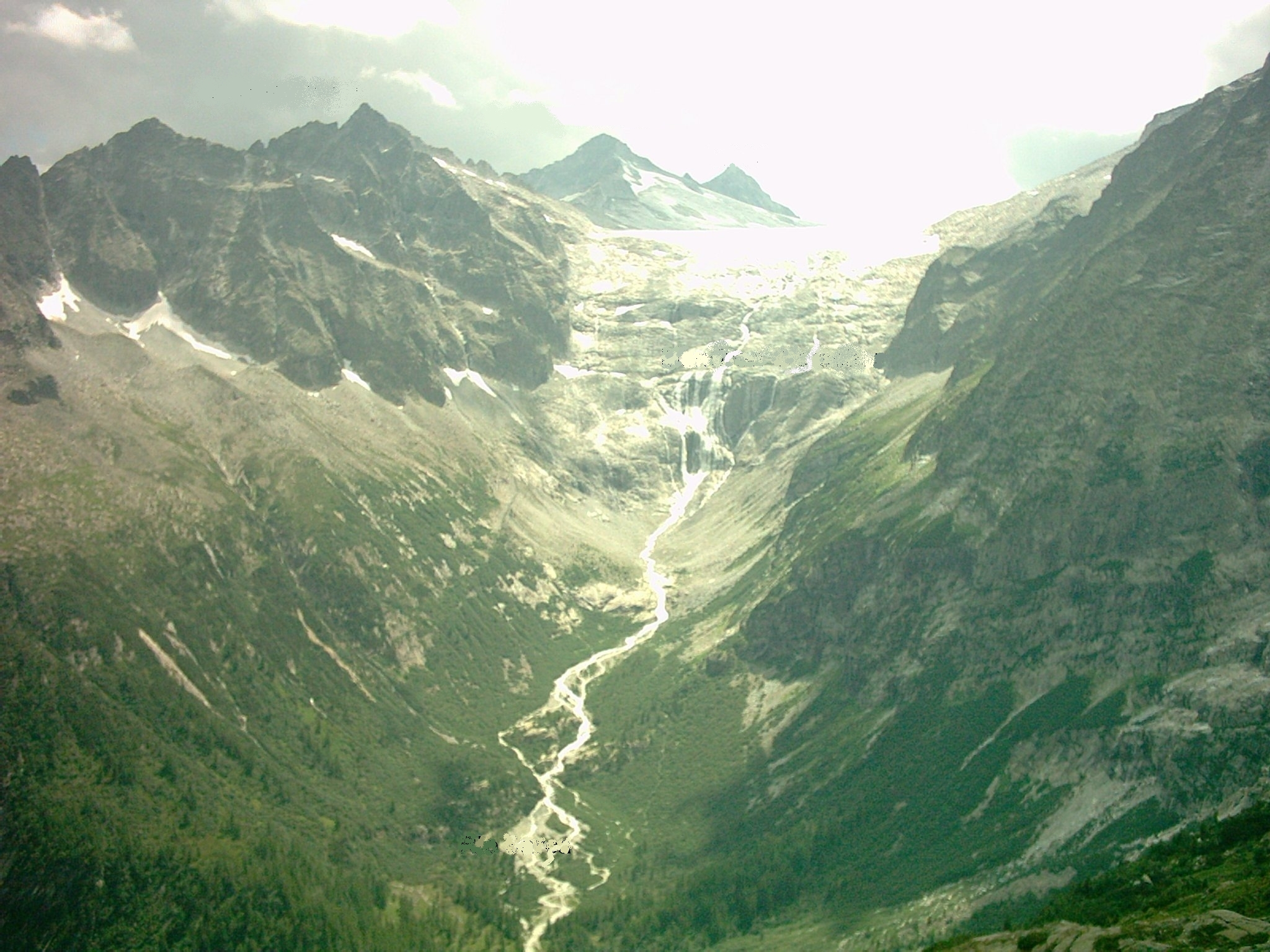
Lòbbia bassa, Lobbia di Mezzo, Lobbia alta – nördlichster Teil des Kampfabschnitts des III. Bataillons mit der Quelle des Rio Sarca di Genova

- 1893 bis 1897: Oberst Camillo Troll
- 1897 bis 1899: Oberst Johann von Kantz
- 1899 bis 1906: Oberst Kato Savij
- 1906 bis 1910: Oberst Viktor Seidler
- 1910 bis 1913: Oberst Gustav Szekely de Doba
- 1913 bis 1915: Oberst Karl Stiller

## Uniformierung
Bis 1906/1907 trugen die Landesschützen die Uniform der k.k. Landwehr. Danach wurden sie mit der in diesem Jahr eingeführte Montur der Gebirgstruppen ausgestattet. Diese bestand aus folgenden Monturstücken:
- Hechtgraue Feldkappe mit angesteckten Spielhahnstoß (im Feld wurde der Spielhahnstoß nur auf Befehl angelegt)
- Hechtgraue Bluse mit aufgesetzten Taschen und grasgrünen Parolis. Offiziere zur Parade oder auf Befehl mit Schulterstücken.
- Hechtgraue Kniebundhose mit kniehohen Wollstrümpfen
- Bergschuhe
- Offiziere und Chargen trugen den Kurzsäbel

Dies war sowohl die Feld- als auch die Paradeadjustierung. Abweichend hiervon hatten Offiziere in Paradeadjustierung als Einzelperson (z. B. zur Ordensverleihung) die alte Montur zu tragen. Diese bestand aus:
- Jägerhut mit Federbusch
- Hechtgrauer Waffenrock mit grasgrüner Egalisierung (Uniform) und Schulterstücken
- Gold/schwarzdurchwirkte Feldbinde. Infanterieoffizierssäbel.
- Hechtgraue Pantalons mit grasgrüner Paspel und Lampassen
- Schwarze Halbstiefel

## Gefechtstage des Regiments im Ersten Weltkrieg
Am 1. August 1914 machte das Regiment mobil und wurde im Bahntransport an die russische Front verlegt. Im Raum Grodek sammelte der Verband vom 17. bis zum 25. August und marschierte bis zum 26. August nach Lemberg.
Schlacht von Lemberg
- 27. August 1914: Gefecht bei Dunajow
- 30. bis 31. August 1914: Schlacht an der Gnila Lipa. Danach Rückzug auf Grodek.

Schlacht von Grodek
- 8. bis 11. September 1914: Gefechte bei Lelechowka und Majdan-Walddorf, bei Sloboda, Pawlowa Gora.
- 8. bis 11. September 1914: Gefechte bei Ottenhausen, Wielkopole, Stromna, Zuszyce, Powitno, Zaluze und Bojana
- 12. September 1914: Rückmarsch hinter den San in die Gegend von Petna; dort Retablierung (Ruhe)

Schlacht bei Przemysl
- 3. Oktober 1914: Vormarsch auf Przemysl zum Entsatz der belagerten Festung
- 5. Oktober 1914: Angriff auf Wislok
- 14. bis 19. Oktober 1914: Kämpfe bei Tyskowice
- 20. Oktober bis 3. November 1914: Stellungskämpfe, anschließend Rückmarsch hinter den Dunajec
- 18. bis 26. November 1914: Gefechte bei Tymowa, Porabka und Wisznicz-nowy
- 28. November 1914: Rückmarsch in den Raum östlich Krakau
- 29. November bis 4. Dezember 1914: Abwehrkämpfe vor Krakau und am Zasan-Sattel

Schlacht bei Limanowa–Lapanow
- 6. bis 10. Dezember 1914: Vormarsch gegen Lapanow mit Angriffsgefechten
- 15. bis 17. Dezember 1914: Verfolgungsgefechte in Richtung Borzecin
- 18. bis 22. Dezember 1914: Verfolgungsgefechte bei Radlow, Walruda und Curyla am Dunajec. Verlegung des Regiments in den Raum Siemichow östlich von Tarnow
- 25. Dezember 1914 bis 21. Februar 1916: Stellungskämpfe
- 22. Februar bis 2. März 1915: Verlegung per Bahntransport nach Ostgalizien. Entladung in Delatyn

Kämpfe in Ostgalizien und in der Bukowina

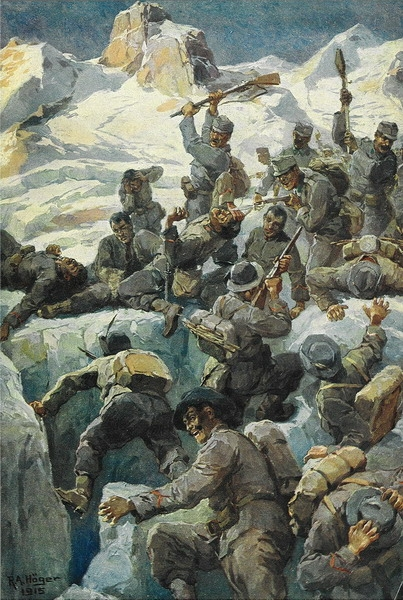
Abwehrkampf im Gebirge

- 4. bis 8. März 1915: Kämpfe bei Solotwina und an der Bistricza.
- 9. bis 14. März: Retablierung (Ruhe)
- 20. März bis 8. Mai 1915: Kämpfe bei Zalszczyki mit der Einnahme der Stadt.
- 9. Mai bis 23. Juli 1915: Kämpfe bei Czernowitz, bei Trojca-Ilince am Pruth und bei Zezawa. Anschließend Verlegung nach Welschtirol

Italienischer Kriegsschauplatz
(Die als Besatzungen der Festungswerke auf der Hochfläche der Sieben Gemeinden abgestellten Detachements befanden sich bereits seit längerem in diesem Abschnitt.)
- Juni 1915: Die bereits nach Tirol kommandierten IX. Marschbataillon und IV. Feldbataillon (vormals IX. Marschbaon) führen Abwehrkämpfe am Presenagletscher und am Monte Coston.

- 23. Juli bis 25. August 1915: Verlegung des übrigen Regiments an die Isonzofront. Als Armeereserve bei Prvacina, Ovcja-Draga und Jazbine.

- 25. August bis 23. Oktober 1915: Abwehrkämpfe des I. und II. Baon im Raum Schwarzkofel – Schrimblerjoch – Sennsattel, III. Baon im Raum Frawort – Weitjoch, IV. Baon auf der Hochfläche von Lavarone-Folgaria.

- 25. Oktober 1915 bis 17. März 1916: Stellungskämpfe auf der Hochfläche von Lavarone-Folgaria, im Bereich der Festung Riva, an der Terragnolafront, in Judikarien und bei Rovereto

Frühjahrsoffensive 1916
- 17. März bis 18. Mai 1916: Konzentrierung des Regiments im Val Pine (n. Baselga) (Das IV. Baon wurde aufgelöst und auf die Landesschützen-Regimenter Nr. I und Nr. III aufgeteilt.)
- 18. bis 19. Mai 1916: Verlegung über Trient-Matarello in den Raum Pederzano-Sasso
- 21. Mai 1916: Aufmarsch zur Offensive, Marsch in das Vallarsa – 45° 46′ 55″ N, 11° 7′ 3″ O
- 23. Mai bis 22. Juni 1916: Schwere Angriffs- und Stellungskämpfe im Vallarsa
- 23. Juni 1916: Rücknahme der Front und-
- bis Oktober 1917: schwere Abwehrkämpfe im Vallarsa und an der Zugna Torta

- 14. August 1916 bis Ende März 1918: Das II. Baon wurde in die Fassaner Alpen verlegt und kämpfte am Cauriol im Fassatal

- 22. Mai 1917: das III.Baon wurde auf die Hochfläche der Sieben Gemeinden kommandiert und nahm an der Erstürmung der Ortigara-Lepozze teil.

Zwölfte Isonzoschlacht
- 6. bis 8. Oktober 1917: Konzentrierung des Regiments in Lavis (II. Baon verblieb in den Fassaner Alpen)
- 8. bis 9. Oktober 1917: Bahntransport nach Villach
- 10. bis 16. Oktober 1917: Fußmarsch über Tarvis – Predilpaß in das Lager Pustina
- 24. bis 26. Oktober 1917: Durchbruchschlacht bei Flitsch
- 27. Oktober 1917: Gefecht bei Monta Aperta
- 29. Oktober 1917: Einnahme von Tarcento
- 30. Oktober 1917: Gefecht bei Braulins am Tagliamento
- 5. November 1917: Übergang über den Tagliamento
- 7. November 1917: Gefecht bei Barcis
- 9. November 1917: Übergang über den Monte Cavallo
- 22. November 1917 bis 25. März 1918: Erstürmung des Monte Spinnucia südlich von Felter. Anschließend Übergang in den Stellungskampf auf dem Mote Spinnuccia und dem Monte Tomba.

- Ende März 1918: Das II. Baon wird zum Regiment zurückbeordert. Das IV. Baon (vorm. V. Baon) wurde aufgelöst und auf die anderen Bataillone verteilt.

- April 1918: Verlegung des Regiments nach Tirol. Anschließend Stellungskämpfe auf dem Monte Spil, dem Monte Corno (heute Monte Corno Battisti – 45° 48′ 51″ N, 11° 7′ 11″ O) und im Vallarsa.
- 10. August bis 3. November 1918: Stellungskämpfe auf der Zugna Torta – 45° 48′ 35″ N, 11° 3′ 31″ O

- 4. November: Das sich auf dem Rückmarsch in die Heimat befindliche Regiment wurde ohne Gegenwehr im Vallarsa von den nachstoßenden Italienern gefangen genommen. (Aus bis heute unerforschten Gründen hatte das k.u.k. Oberkommando den Truppen den 3. November als Kriegsende mitgeteilt, obwohl in den Waffenstillstandsverhandlungen ausdrücklich der 4. November angegeben war. Auf diese groteske Weise gelang es den Italienern noch, über 300 000 völlig überraschte österreichisch-ungarische Soldaten gefangen zu nehmen.)[4]

## Sonstiges

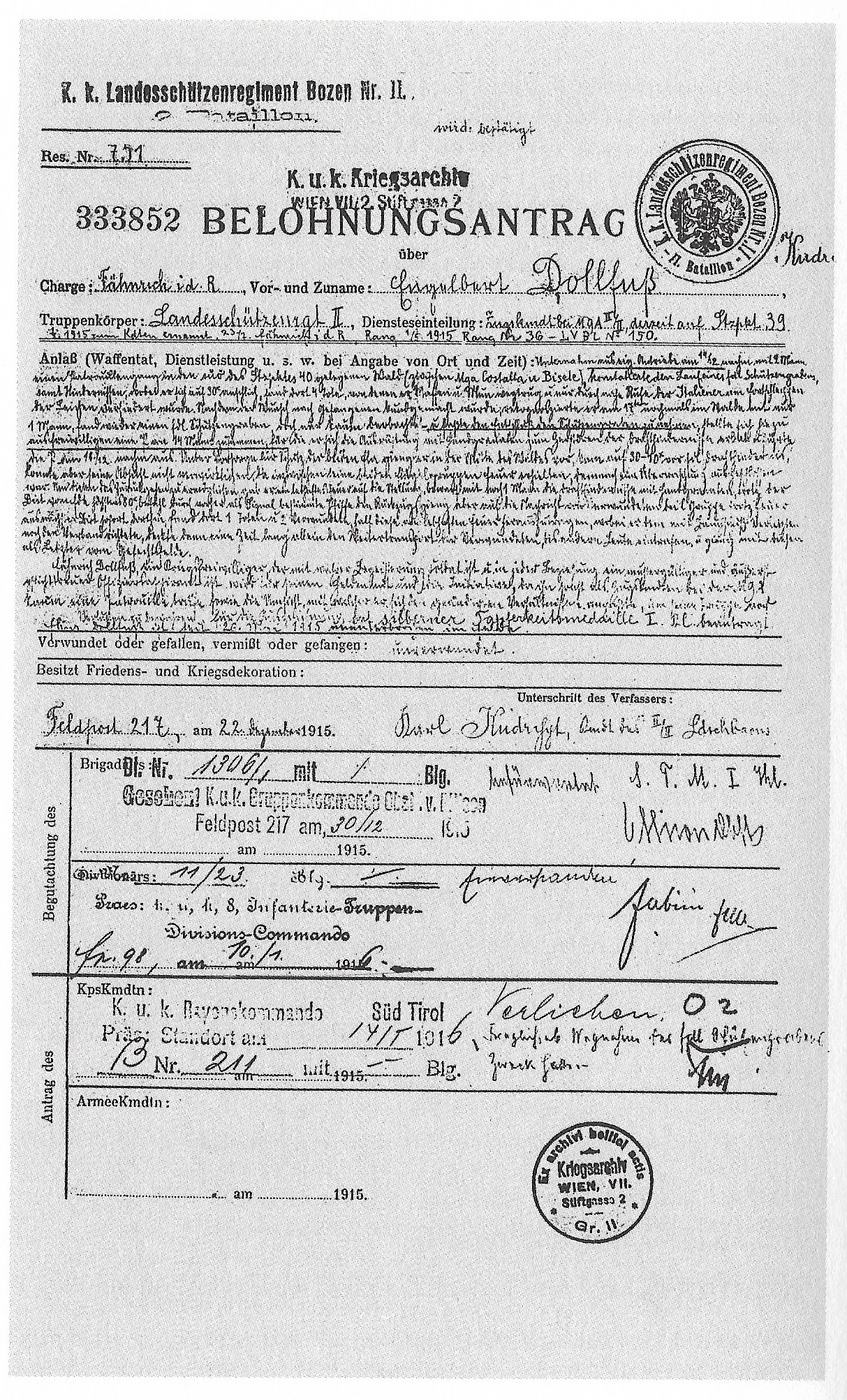
Antrag auf Verleihung der Silbernen Tapferkeitsmedaille I. Klasse an Engelbert Dollfuß, eingereicht am 22. Dezember 1915

Ein Höhepunkt für das Regiment bildete die Abordnung einer Kompanie zu den Einweihungsfeierlichkeiten der Andreas-Hofer-Gedächtniskapelle in Sand in Passeier (heute St. Leonhard in Passeier) am 20. September 1899. Hierbei wurde die Kompanie (zusammen mit einer Kompanie der Kaiserjäger und etwa 6500 Standschützen) von Kaiser Franz Joseph „huldvollst“ besichtigt.
Im Herbst 1914 wurde dem Bozner Regiment Engelbert Dollfuß als Fähnrich zugeteilt.
Der Wahlspruch des Regiments lautete: „Sieg oder Tod unsere Losung heißt“

## Regimentsmarsch
Für alle drei Landesschütze/Kaiserschützen-Regimenter gleich war der Regimentsmarsch – der Kaiserschützenmarsch.